# 230 a. C.
El año 230 a. C. fue un año del calendario romano prejuliano. En el Imperio romano se conocía como el año 524 ab urbe condita.

## Acontecimientos
- Consulados de Marco Emilio Bárbula y Marco Junio Pera en la Antigua Roma.[1]
- Átalo I asume el título de rey de Pérgamo.
- El matemático griego Apolonio de Perga define y describe las propiedades de la elipse, la parábola y la hipérbola.[2]
- A medida que el Imperio maurya (India) decae, el reino Andhras surge y se expande.[2]

## Fallecimientos
- Aristarco de Samos, astrónomo y matemático griego.